# Juberri

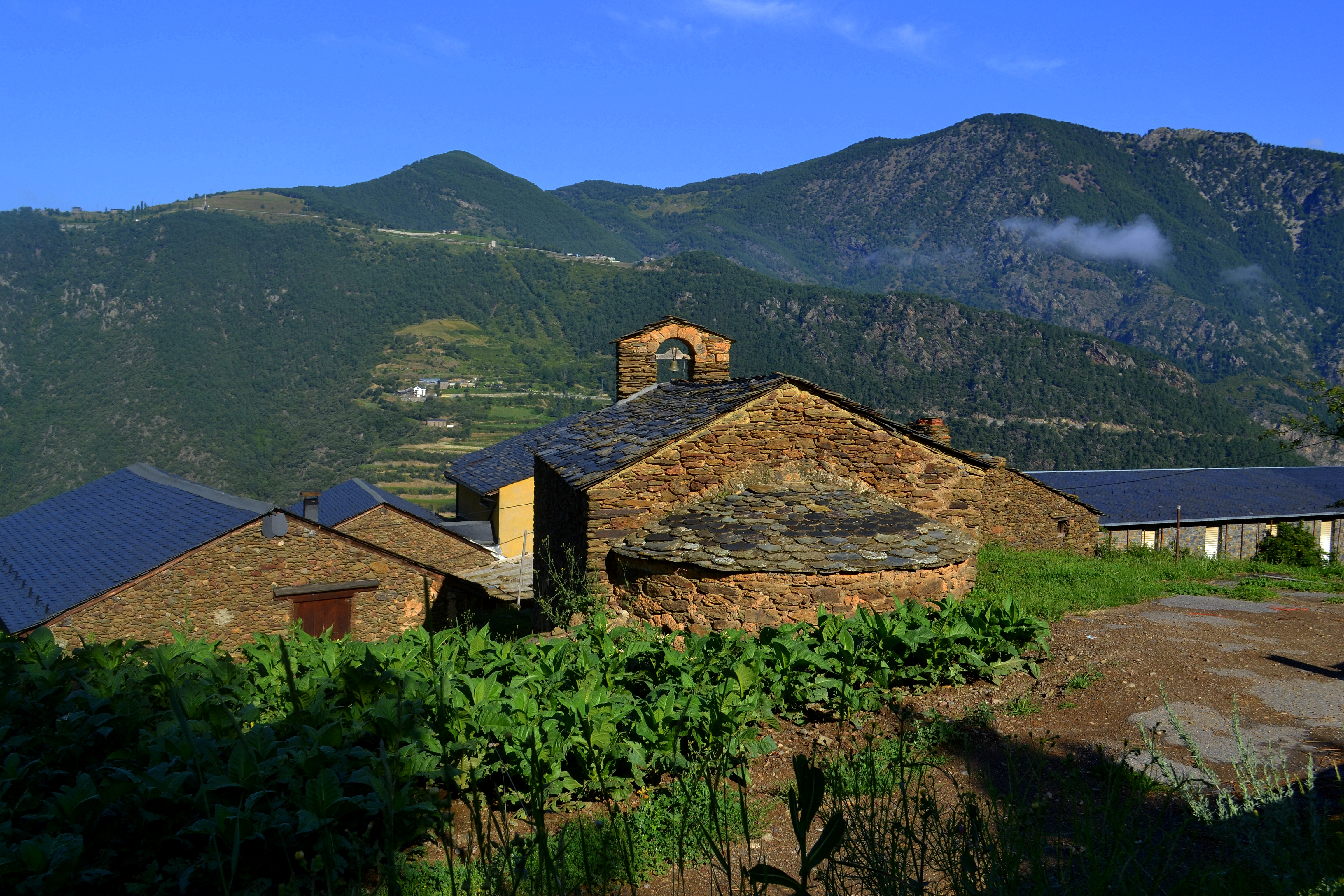
Ausblick vom Ortskern

Ortskirche

Juberri (auch Juverri) ist ein Dorf in der Parroquía Sant Julià de Lòria in Andorra. Im Jahr 2024 hatte es bei der Volkszählung 173 Einwohner. Der Ortskern liegt auf einer Höhe von 1281 Meter über dem Meeresspiegel. Es befindet sich am linken Ufer des Flusses Valira und neben dem gleichnamigen Wald von Juberri. Die Kirche von Juberri (katalanisch Sant Esteve de Juverri) wurde im 11. und 12. Jahrhundert mit einem rechteckigen Grundriss und einer halbrunden Apsis erbaut und steht heute unter Denkmalschutz. 
Anfang 1980 wurden drei neolithische Steinkisten entdeckt. Bekannt wurden die Funde unter dem Namen Nekropole von Feixa del Moro.